# 1985. januári olaszországi fagyhullám
1985 januárja Olaszország és egyben Európa történelmének egyik leghidegebb hónapja volt, aminek során 17 napon keresztül a hőmérséklet jóval az átlag alatt volt. 

## 1984 decembere
1984 decemberében egy szibériai, igen hideg levegőt hozó anticiklon uralta Kelet-Európa és a Kaszpi-tenger közötti térséget, míg Nyugat-Európa időjárást alapvetően egy magas nyomású légáramlat határozta meg, aminek következtében az évszakhoz képest enyhébb időjárás volt. Olaszországban december 11-én Torinóban 17,6 °C-ot legmagasabb hőmérsékletet mértek, ami március és április tájékán szokott jellemző lenni, decemberben 7 °C a sokévi átlag Torino térségében.
A hónap vége felé Szicíliában záporesők voltak, amik a Jón-tenger vidékén és Basilicata régiókban is hasonlóképpen voltak. Ezzel szemben Puglia régió belső részein havazott, Lombardiában 10–20 cm-nyi hó hullott.
A szibériai anticiklon hideg levegője Olaszországban, a bóra szélnek köszönhetően, az Adriai-tenger térségében jelent meg először.

## Fagyhullám

### 1985. január 1-4.: sarkvidéki levegő Olaszországban
1985 januárjának első napjaiban, Európa szerte megváltozott az időjárás. A sztratószférában bekövetkezett hirtelen melegedés miatt, Grönland felett jelentősen felmelegedett a levegő. Ez annak volt köszönhető, hogy a polar vortex megszakadt és helyében magas nyomású légáram keletkezett, emellett a sarkvidék felől egy hideg, nedves légáram érte el a mediterrán térséget.
Január 1-én Olaszország északi részén, elsősorban Toszkánában, Lazio északi részén és Szardínián csendes, napos idő volt, ami mellett gyenge, északkeleti szél volt. A nappali hőmérséklet 5-10 °C között alakult, az éjszakai órákban sem mértek fagypont alatti hőmérsékletet. Ezzel szemben Lazio régió déli részén illetve Dél-Olaszországban változóan felhős, borult idő volt. Errefelé eső, havas eső és havazás is volt.
Január 2-án a Kara-tenger felőli sarkvidéki, hideg levegő megérkezett Európa több országába. Jelentős lehűlés kezdődött meg Olaszországban: Bolzano és Torinó térségében fagypont alatti nappali hőmérséklet volt: 1,8 °C és -1 °C között volt a legmagasabb nappali hőmérséklet. Eközben Skandinávia felől egy hideg, nedves légáramlat kezdett terjedni Európa felett, ami Olaszországba csapadékos időjárást hozott. Ennek köszönhetően Grossetóban 2 cm-nyi hó hullott, amire 1963 óta nem volt példa arrafelé. Havazott szintén az Apenninekben, illetve az Adriai-tenger partvidékén.
Január 3-án folytatódott a lehűlés: Torinóban a reggeli órákban -10 °C-ot mértek illetve havazott Elba szigetén is.
Január 4-én továbbra is hideg volt Európa szerte és Olaszországban is. Intenzív havazás kezdődött Toszkána északnyugati részén, Lucca megyében illetve Szardínia északi részén. Ez utóbbi helyen 1971-ben volt havazás utoljára. Enyhe havazás volt Ischia szigetén is.

### Január 5-9.: Intenzív havazás Olaszország nagy részén
Január 5-én egy sarkvidéki eredetű, hidegbetörés érte el Olaszországot a Rhone-völgye felől illetve északkelet felől a bóra széllel a Földközi-tenger felől ezzel egy időben egy enyhébb csapadékos front miatt intenzív havazás indult meg Toszkána középső-nyugati részén (Firenze, Pisa megye és Viareggiót is beleértve) illetve Ligúriában Bogheria térségében hullott hó. Triesztben 100 km/h-ás sebességgel érkezett meg a bóra, az umbriai Città di Castello településen 1 méternyi hó esett. Venetóban és Szardínián is esett hó, még Szicília déli részén, Ragusaban is esett 1–2 cm-nyi hó. Akadozott a közúti és vasúti közlekedés Emilia-Romagnában.
Január 6-án egy afrikai eredetű érte el Laziót és Olaszország középső és déli részén meleg légtömeg áramlott be a fagyos levegő alá. Ez intenzív havazást okozott Lazio tengerparti sávján, Marche, Abruzzo, Campania, Puglia és Basilicata régiókban. Calabriaban a belső, hegyvidéki területen a falvakat a hó elzárta a külvilágtól, a viharos szél miatt hóátfúvások keletkeztek Reggio Calabria megye egyes részein. Rómában leállt a tömegközlekedés és a város belső részeinek utcái járhatatlanná váltak. Ez a ciklon okozott havazást Spanyolország és Franciaország Földközi-tengeri vidékén.
Január 7-én Genovában és Triesztben -6,8 °C és -8 °C minimum hőmérsékletet mértek, az éjszakai derült idő miatt. Liguriában, Savona megyében is több helyen rekord hideget mértek: Albengában -12,4 °C és Capo Meleben -4,5 °C-ot mértek. A hegyekben mérték a leghidegebbet: az Emilia-Romagnai Appenninekben levő Monte Cimonen -21,4 °C és a Júliai-Alpokban levő Tarvisióban -33 °C-os rendkívüli hideget mértek.
Január 8-án folytatódott a havazás Toszkána, Lazio, Umbria és Campania régiókban valamint a Pó-síkság közép-keleti részén. Újabb fagyrekordok születettek ezen a napon: Bolzano autonóm megyében Dobbiaco hegyi településen -30,0 °C-ot, Bolzanóban -15 °C-ot mértek. Venetóban az alpesi területeken: Cortina d'Ampezzóban -23 °C-ot a Pordoi-hágón -31 °C-os fagyot mértek. A déli Avellino megyében levő Irpinia közelében -18 °C-ot mértek, ami errefelé szokatlanul hidegnek számított. A rendkívüli hideg miatt a Pó és az Arno folyó is kezdett befagyni illetve számos kisebb folyó, patak Marche régióban.
Január 9-én Firenzében már 40 cm-es vastagságú volt a hótakaró, a Cecina folyó völgyében szintén Toszkánában, 80 cm-es lett a hótakaró. Bolgonában pár óra alatt 30 cm-nyi hó hullott. Rómában és L'Aquilában 50 cm-nyit havazott, Nápolyban 10 cm-es hótakaró lett emellett Campania régióban mindenütt havazott. Rendkívüli módon Szardínián is havazott. A sziget belső, hegyes-dombos területein a viharos szél következtében 50–60 cm-es hóátfúvások alakultak ki. Az Olasz Légierő Capo Bellavista-i mérőállomásán -2 °C-os hőmérsékletet mértek.
Kevés hó hullott még ezen a napon Palermo térségében.

### Január 10-13: Fagy Emilia Romagnában és Közép-Olaszországban
Január 10-én a hótakaró miatti kisugárzás következtében hidegrekordok születettek: Emilia Romagnaban Parma mellett -23,4 °C és Piacenza mellett -22,0 °C-ot mértek. Firenzében ezen a napon -16 °C-os hideg volt. La Speziánan -9 °C-ot mértek.
Január 11-én Firenze külső részein a legalacsonyabb hőmérséklet -22 °C, a belső részein -11 °C volt. Az Arno teljesen befagyott. Toszkánában újabb hidegrekordok születtek: Arezzoban -20,2 °C, Pisában -12,8 °C-os minimum hőmérsékletet mértek.
A Pó-síkságon Bresciában a mérőállomások -19,4 °C-ot mért, ami abszolút hidegrekordnak számított. Az ország délebbi részein: Abruzzóban és Lazióban több helyen is rekordfagyot mértek: L'Aquilában -23,4 °C,, Rietiben -20,0 °C, Frosinonéban -19,0 °C-ot mértek. Rómában a Ciampino repülőtéri mérőállomáson -11,0 °C-ot mértek. A jóval délebbi Calabriában is intenzív havazás volt, amely elsősorban a Jón-tenger partvidékén és Catanzaro környékén volt jellemző.
Január 12-én Firenzében -23,2 °C-ot mértek, Riminiben -17,2 °C-os hideget mértek.
Január 13-án változékonnyá vált az éghajlat Olaszországban: amíg Szardínián fagypont körüli hőmérséklet volt, addig a tőle északra fekvő Korzikán a sirokkó miatt, enyhe volt az idő, 10-15 °C-ot mértek.

### Január 14-17: Intenzív havazás Észak-Olaszországban és esőzések Dél-Olaszországban
Egy Korzika felett kialakult ciklonnak köszönhetően 1985. január 14 és 17-e között intenzíven havazott. Genovában 20 centi, Velencében 30 cm-nyi hó esett. Milánóban 4 nap alatt 90 cm-nyi hó esett le. Még Szardíninán is havazott.
Milánó 3 napig megbénult a havazás miatt: az utcákat szánkózó gyerekek és síléccel közlekedő felnőttek lepték el. A város belső részein járhatatlanná váltak az utak. A tömegközlekedés akadozott: ideiglenesen a Malpensa és Linate repülőteret lezárták, a vasúti közlekedés több helyen akadozott az elektromos berendezések meghibásodása miatt. Lombardiában a hadsereg vett részt a főbb utak tisztításában, az iskolákat bezárták.
Eközben Veneto és Toszkána régiókban felmelegedett a levegő és a havazást eső váltotta fel.

## Fordítás
- Ez a szócikk részben vagy egészben  az   Ondata di freddo del gennaio 1985 című olasz Wikipédia-szócikk ezen változatának fordításán alapul.  Az eredeti cikk szerkesztőit annak laptörténete sorolja fel. Ez a jelzés csupán a megfogalmazás eredetét és a szerzői jogokat jelzi, nem szolgál a cikkben szereplő információk forrásmegjelöléseként.